# Klibbsalvia
Klibbsalvia (Salvia glutinosa) är en art i familjen kransblommiga växter från Europa till sydvästra Asien och Himalaya.
Klibbsalvian är en klibbig, körtelhårig, flerårig ört med upprätta stjälkar. Bladen är stora, skaftade, spetsigt äggrunda med tandade kanter. Bladbasen är hjärt- eller pillik. Blommorna sitter i toppställda, axlika klasar. De är relativt få, 3-4 cm långa och blekgula med bruna markeringar. Blomman har en välvd överläpp och ett utskjutande pistill.
Både blomfodret och kronan är tvåläppiga.

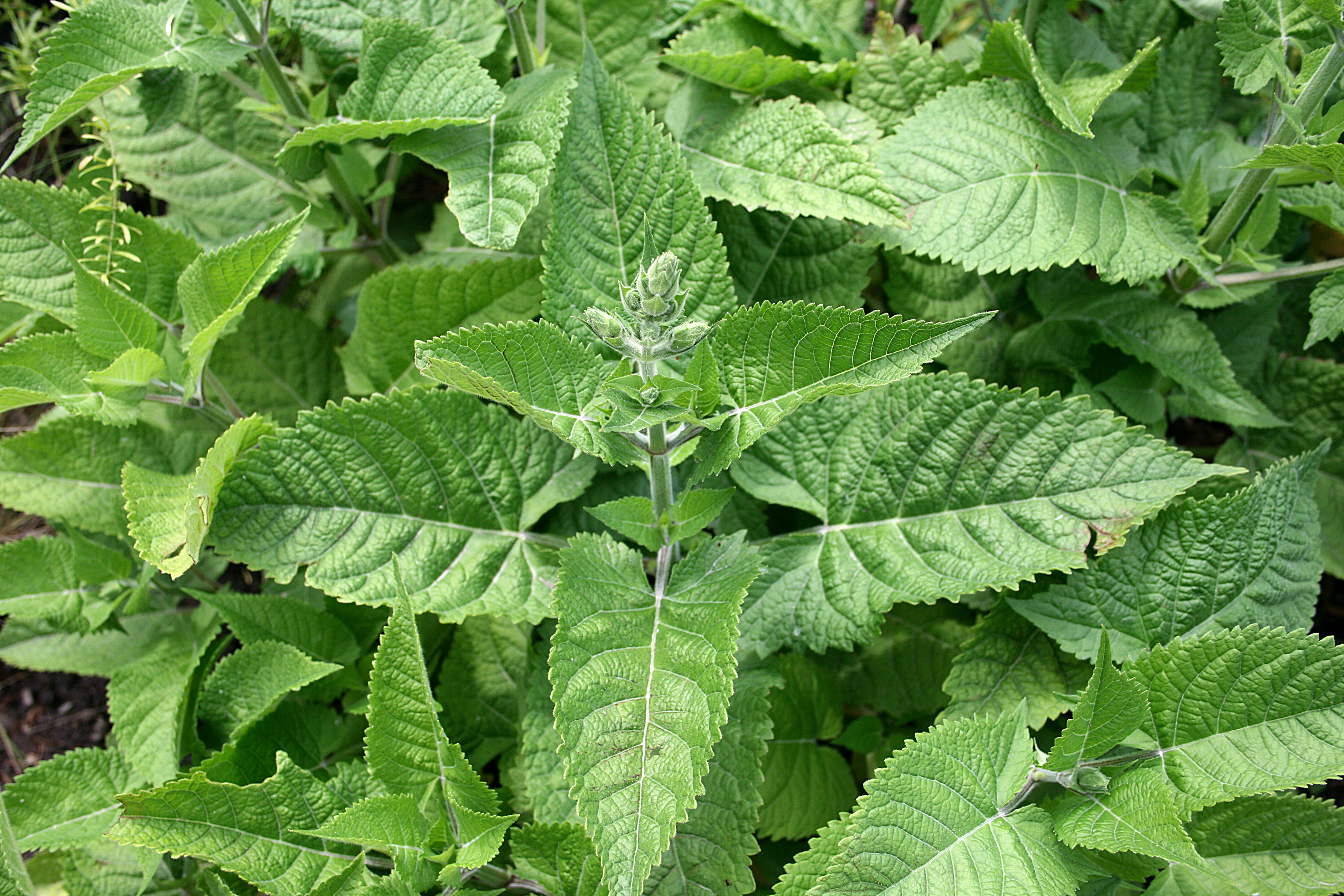
Lämnar

## Synonymer
Drymosphace glutinosa (L.) Opiz
Glutinaria glutinosa (L.) Raf.
Salvia nubicola Benth. nom. illeg.
Sclarea glutinosa (L.) Mill.